# Anastaticeae
Anastaticeae es una tribu de plantas pertenecientes a la familia Brassicaceae. El género tipo es Anastatica L.

## Géneros
- Anastatica L.
- Cithareloma Bunge
- Diceratella Boiss.
- Eigia Soják
- Eremobium Boiss.
- Farsetia Turra
- Koenigia Post & Kuntze = Lobularia Desv.
- Konig Adans. = Lobularia Desv.
- Koniga R. Br. = Lobularia Desv.
- Lachnocapsa Balf. f.
- Lobularia Desv.
- Macrostigmatella Rauschert = Eigia Soják
- Malcolmia W. T. Aiton
- Malcomia R. Br. = Malcolmia W. T. Aiton
- Maresia Pomel
- Morettia DC.
- Notoceras W. T. Aiton
- Parolinia Webb
- Stigmatella Eig = Eigia Soják